# کاپیتانین
| سامانه   | ردیف       | اشکوب       | سن (میلیون سال پیش) |
| -------- | ---------- | ----------- | ------------------- |
| تریاس    | پیشین      | ایندوئن     | → پس از آن          |
| پرمین    | لوپینجین   | چانگسینگین  | ۲۵۲٫۲–۲۵۴٫۱         |
| پرمین    | لوپینجین   | ووچیاپینگین | ۲۵۴٫۱–۲۵۹٫۸         |
| پرمین    | گوادالوپین | کاپیتانین   | ۲۵۹٫۸–۲۶۵٫۱         |
| پرمین    | گوادالوپین | ووردین      | ۲۶۵٫۱–۲۶۸٫۸         |
| پرمین    | گوادالوپین | رودین       | ۲۶۸٫۸–۲۷۲٫۳         |
| پرمین    | سیسورالین  | کونگورین    | ۲۷۲٫۳–۲۸۳٫۵         |
| پرمین    | سیسورالین  | آرتینسکین   | ۲۸۳٫۵–۲۹۰٫۱         |
| پرمین    | سیسورالین  | ساکمارین    | ۲۹۰٫۱–۲۹۵٫۰         |
| پرمین    | سیسورالین  | آسلین       | ۲۹۵٫۰–۲۹۸٫۹         |
| کربونیفر | پنسیلوانین | گژلین       | → پیش از آن         |

کاپیتانین (انگلیسی: Capitanian) در مقیاس زمانی زمین‌شناسی، اشکوب بالایی یا آخرین عصر از ردیف گوادالوپین در دوره پرمین به‌شمار می‌رود. کاپیتانین در ستون چینه‌شناسی پس از اشکوب ووردین و پیش از ووچیاپینگین جای می‌گیرد. اشکوب کاپیتانین از حدود ۰٫۴ ± ۲۶۵٫۱ میلیون سال پیش آغاز شده و تا ۰٫۴ ± ۲۵۹٫۸ میلیون سال پیش ادامه یافت.
در اواخر کاپیتانین انقراض بزرگی به‌نام رویداد انقراض پایان کاپیتانین روی داد که با کمبود اکسیژن و اسیدی‌شدن همراه بود و احتمالاً به دلیل فوران آتشفشان‌ها روی داده است. این انقراض ممکن است با انقراض بسیار بزرگ‌تر پرمین-تریاسه مرتبط باشد که حدود ۱۰ میلیون سال بعد روی داد.

## نام‌گذاری
اشکوب کاپیتانین در سال ۱۹۰۴ توسط جورج بور ریچاردسون به محافل علمی معرفی شد. نام این اشکوب از صخره کاپیتن در کوه‌های گوادالوپه تگزاس گرفته شده است. این اشکوب در سال ۲۰۰۱ به مقیاس زمانی بین‌المللی مورد استفاده کمیسیون بین‌المللی چینه‌شناسی افزوده شد.